# František Plánička
František Plánička (Praga, 2 de junho de 1904 – Praga, 20 de julho de 1996) foi um futebolista tcheco que atuou na posição de goleiro.
Conhecido como "Gato de Praga" por suas acrobacias, Plánička é considerado um dos maiores goleiros do século XX (o maior antes da Primeira Guerra), e um dos mais prestigiados atletas da antiga Tchecoslováquia. Educado, jamais foi expulso em seus quase mil jogos e 16 anos de carreira, o que lhe renderia um prêmio da UNESCO por seu fair play, em 1985. Em 1999, a IFFHS o elegeu o sexto melhor goleiro da Europa e o nono maior goleiro do Século XX.
Foi o último remanescente da equipe vice-campeã mundial de 1934 a falecer, em 1996. Tendo atravessado o século XX, Plánička vira a terra de nascimento mudar quatro vezes: nascido no Império Austro-Húngaro, viveu na Tchecoslováquia após a Primeira Guerra Mundial, no Protectorado da Boémia e Morávia durante a Segunda Guerra Mundial, na República Socialista da Tchecoslováquia, no pós-Guerra, e morreu no terceiro ano da recém-criada República Tcheca.

## Carreira
O goleiro (cujo nome pronuncia-se Frântishek Plân-itchka), após passar por equipes amadoras de Praga, chegou em 1923 ao Slavia, onde jogaria até o final da carreira. Oito vezes campeão nacional, Plánička, conhecido como "Gato de Praga" por suas acrobacias, começou a defender a Seleção Tchecoslovaca em 1925. Foi por ela, sendo o capitão da equipe, às Copas do Mundo de 1934 e 1938.
Em 1938, também seria campeões da edição daquele ano da Copa Mitropa, precursora da atual Liga dos Campeões da UEFA. Pelo Slavia, jogou quase mil partidas, tendo sido capitão em 742 delas.

## Copa do Mundo de 1934
Jogou a de 1934 já com 30 anos. Logo na estreia, Plánička se destacaria, saindo como o melhor jogador da partida contra a Romênia, garantindo com suas defesas uma vitória tchecoslovaca por 2 x 1. A Copa iniciava-se já em mata-matas e aquela partida era válida pelas oitavas-de-final. Nas quartas, a Tchecoslováquia passou sem tantas exigências contra a Suíça.
O país chegou às semifinais, onde venceu a Alemanha e, nunca tendo figurado na relação dos prováveis candidatos a título, passou à final, onde enfrentaria a anfitriã Itália, que teria a presença em pessoa de Il Duce Benito Mussolini nas arquibancadas.  O jogo opôs o jogo de toques dos tchecoslovacos com a velocidade italiana e Plánička destacou-se bastante.
Seu país chegou a abrir o placar, já aos 31 minutos do segundo tempo, com Antonín Puč. Porém, cinco minutos depois, Raimundo Orsi empatou a partida após lance polêmico: o meia Giovanni Ferrari dominou a bola com o braço pela meia esquerda no ataque italiano, gerando desde logo reclamações dos tchecoslovacos.  A jogada prosseguiu com ele encontrando na linha lateral da grande área Orsi, que driblou o marcador e conseguiu chutar no canto direito de Plánička. Os tchecoslovacos reclamaram bastante e o árbitro sueco Ivan Eklind resolveu consultar o auxiliar, mas este confirmou que o lance teria sido normal.

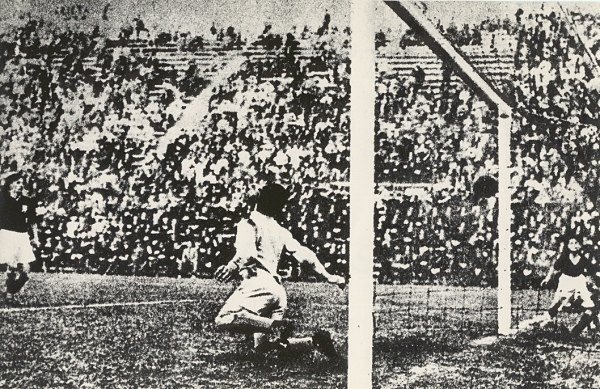
O gol que deu o título de 1934 à Itália: Plánička esperava um chute rasteiro, mas a bola pegou efeito e o encobriu

A partida encaminhou-se para a prorrogação. A Azzurra lançou-se ao ataque e virou aos cinco minutos. A defesa tcheca perdeu pela primeira vez na Copa uma bola dividida que custaria caro: ao ganhar o lance, Enrique Guaita tocou para Angelo Schiavio, que chutou quase do bico da grande área quando o zagueiro Josef Čtyřoký chegava para tentar interceptar. O chute saiu prensado, fazendo a bola encobrir Plánička, que se agachara para defender uma bola que normalmente viria rasteira. Após a virada, os italianos fecharam-se na defesa e garantiram o título.

## Copa do Mundo de 1938
No primeiro mundial da França, ele era um dos quatro remanescentes da Copa anterior, sendo mantido no renovado elenco tchecoslovaco mesmo aos 34 anos. Em nova Copa iniciada em mata-matas, a Tchecolosváquia superou os Países Baixos por 3 x 0 na prorrogação na primeira partida. Nas quartas-de-final, enfrentaria o Brasil.
Ambos fizeram um jogo bem violento, onde ocorreu três das quatro expulsões do torneio, rendendo o que acabou sendo chamado de "A Batalha de Bordeaux", em alusão à cidade onde a partida foi realizada. Logo aos 14 minutos, Zezé Procópio foi mandado embora após chutar sem a bola Oldřich Nejedlý. A partida terminou empatada em 1 x 1, gols de Leônidas da Silva e Nejedlý (de pênalti) e, pouco antes do tempo normal findar, Machado e Jan Říha trocaram socos e também foram retirados pelo juiz. Segundo relatos, ao metade dos jogadores deveria ter sido expulsa se o árbitro húngaro Paul von Hertzka tivesse sido mais rigoroso.
Ambos os times terminaram a partida arrebentados: Leônidas sofreu muitas pancadas e ao final da partida teve de sair carregado, demorando cinco minutos para ser atendido. Perácio foi outro a sair bastante machucado. Do lado tchecoslovaco, Nejedlý despediu-se da Copa após fraturar o pé direito, e Plánička jogou toda a prorrogação com a clavícula deslocada. O empate persistiu e a vaga nas semifinais teve de ser decidida em um jogo-desempate, do qual ele não pôde participar em razão da lesão. O Brasil venceria de virada por 2 x 1. Restou a Plánička o consolo de ser escolhido o melhor goleiro da Copa.
Já com idade avançada, sua carreira encerrou-se de vez com a Ocupação alemã da Checoslováquia.